# Mujawar Ahmad Ziar
Mujawar Ahmad Ziar (pashto:مجاور احمد زيار), född 1937 i Nangarhar-provinsen i Afghanistan, är en afghansk lingvist, författare och historiker.
Ziar är författare till mer än 30 böcker, inklusive uppslagsverk.